# Shine (álbum de Estelle)
Shine es el segundo álbum de estudio de la cantante inglesa Estelle. El álbum fue lanzado el 31 de marzo de 2008 con el sencillo "Wait a Minute (Just a Touch)", sencillo lanzado en noviembre de 2007. El segundo sencillo, "American Boy" con la colaboración de Kanye West alcanzó el primer puesto en el UK Singles Chart y fue lanzado el 24 de marzo del mismo año. Los remixes de "American Boy" y el álbum Shine fueron eliminados del iTunes Store de Estados Unidos por Atlantic Records para seguir la decisión que habían tomado anteriormente con Kid Rock, de no vender su último álbum en iTunes o en ninguna otra tienda digital. Finalmente fue agregado el 9 de septiembre después de una larga caída en ventas y de que el sencillo American Boy cayera en los rankings Billboard. Shine fue certificado Disco de Oro en el Reino Unido, denotando 100.000 copias vendidas. El álbum ha vendido 233.000 copias en Estados Unidos hasta enero de 2012.
Shine tuvo una de las doce nominaciones para los Premios Mercurio de 2008, compitiendo con álbumes como "19" de Adele.

## Historia
El álbum cuenta con colaboraciones de will.i.am, Kardinal Offishall, Mark Ronson, John Legend y Cee-Lo. Kanye West también colaboró con la canción "American Boy". Un bonus track hecho por Hi-Tek incluye "Life to Me" con Estelle como guitarrista invitada. Shine debutó en el número 38 en la lista Billboard 200 vendiendo 14.800 copias en la primera semana y en el número 6 la lista de Top R&B/Hip Hop Albums. "Magnificent" aparece en la película 21, y el sencillo "Pretty Please (Love Me)" aparece en la comedia romántica Sex and the City: The movie, y se incluye como segundo soundtrack de la película.

## Lista de canciones
| #   | Título                                                             | Escritor(es)                                                                                                 | Productores                            | Duración |
| --- | ------------------------------------------------------------------ | --- | -------------------------------------- | -------- |
| 1.  | "Wait a Minute (Just a Touch)" (con will.i.am)                     | Christa Pryor/D. Webster/Estelle Swaray/John Stephens/M. Adams/M. Hicks/R. Turner/S. Arrington/Will Adams/Yo | will.i.am                              | 3:40     |
| 2.  | "No Substitute Love"                                               | Estelle Swaray/John Stephens                                                                                 | Wyclef Jean & Jerry 'Wonder' Duplessis | 3:33     |
| 3.  | "American Boy" (con Kanye West)                                    | Caleb Speir/Estelle Swaray/Josh Lopez/Kanye West/Keith Harris/William Adans                                  | will.i.am                              | 4:45     |
| 4.  | "More Than Friends"                                                | Estelle Swaray/John Stephens/Keith Moore/P. Simon                                                            | Keezo Kane                             | 4:25     |
| 5.  | "Magnificent" (con Kardinal Offishall)                             | Estelle Swaray/Jason Harrow/Mark Ronson/W. Riley                                                             | Mark Ronson                            | 3:57     |
| 6.  | "Come Over"                                                        | Dwayne Chin-Quee/Estelle Swaray/Jason Farmer/John Stephens/Mitchum Chin                                      | Supa Dups                              | 3:41     |
| 7.  | "So Much Out the Way"                                              | Estelle Swaray/J. Thomas/L. Parker/L. Scott/R. Marley/Washington, G. Jr./Wyclef Jean                         | Wyclef Jean & Jerry 'Wonder' Duplessis | 4:05     |
| 8.  | "In the Rain"                                                      | B. White/Estelle Swaray/Johnny Douglas                                                                       | Johnny Douglas                         | 4:08     |
| 9.  | "Back In Love"                                                     | Estelle Swaray/John Stephens/Steve McKie                                                                     | Steve McKie                            | 4:01     |
| 10. | "You Are" (con John Legend)                                        | Estelle Swaray/John Stephens/Tom Craskey                                                                     | Tom Craskey                            | 3:29     |
| 11. | "Pretty Please (Love Me)" (con Cee Lo Green)                       | Drew Dixon/Estelle Swaray/John Stephens/Thomas Callaway                                                      | Jack Splash                            | 3:58     |
| 12. | "Shine"                                                            | Dean Dixon/Estelle Swaray/John Stephens/Kaseem Dean/Tiffany Green                                            | Swizz Beatz                            | 3:49     |
| 13. | "I Wanna Live" (iTunes/Japan pista adicional)                      | W. Robinson/John Stephens/Estelle Swaray                                                                     | Shawn Diggy                            | 4:03     |
| 14. | "Life to Me" (Hi-Tek con Estelle)(iTunes/pista adicional japonesa) | Tony Cottrell/Estelle Swaray                                                                                 | Hi-Tek                                 | 5:01     |

## Pistas adicionales en iTunes
Una versión del álbum con pistas adicionales y videos estuvo disponible a través de iTunes. Las dos pistas adicionales son "Life to Me" (también en el CD single del Reino Unido de"American Boy") y "I Wanna Live"  producida por Shawn Diggy (pista exclusiva) más los videos de "American Boy" y "Wait a Minute (Just a Touch)".
El bonus track "Life to Me" también aparece en el álbum de Hi-Tek Hi-Teknology 3.

## Cronología de sencillos
Reino Unido
- "Wait a Minute (Just a Touch)"
- "American Boy"
- "No Substitute Love"
- "Pretty Please (Love Me)"
- "Come Over (Remix)"

Europa y Australia
- "American Boy"
- "No Substitute Love"
- "Come Over (Remix)"

Estados Unidos
- "American Boy"
- "Come Over (Remix)"